# Kieran Freeman
Kieran Ewan Freeman (Aberdeen, 20 marzo 2000) è un calciatore scozzese, difensore del Montrose.

## Carriera

### Club
Cresciuto nel settore giovanile del Dundee Utd, nel 2016 è stato acquistato dal Southampton, che lo ha aggregato alle proprie giovanili. Nel gennaio del 2020 è tornato al Dundee United e il 15 agosto 2020 ha esordito in Scottish Premiership, disputando l'incontro vinto per 2-1 sul campo del Ross County.

### Nazionale
Ha rappresentato le nazionali giovanili scozzesi.

## Statistiche

### Presenze e reti nei club
Statistiche aggiornate al 28 settembre 2022.
| Stagione        | Squadra         | Campionato      | Campionato | Campionato | Coppe nazionali | Coppe nazionali | Coppe nazionali | Coppe continentali | Coppe continentali | Coppe continentali | Altre coppe | Altre coppe | Altre coppe | Totale | Totale |
| Stagione        | Squadra         | Comp            | Pres       | Reti       | Comp            | Pres            | Reti            | Comp               | Pres               | Reti               | Comp        | Pres        | Reti        | Pres   | Reti   |
| --------------- | --------------- | --------------- | ---------- | ---------- | --------------- | --------------- | --------------- | ------------------ | ------------------ | ------------------ | ----------- | ----------- | ----------- | ------ | ------ |
| gen.-giu. 2020  | Dundee Utd      | SC              | 0          | 0          | CS+CdL          | -               | -               |                    | -                  | -                  |             | -           | -           | 0      | 0      |
| ago.-set. 2020  | Dundee Utd      | SP              | 3          | 0          | CS+CdL          | -               | -               |                    | -                  | -                  |             | -           | -           | 3      | 0      |
| 2020-2021       | Peterhead       | SL1             | 22         | 0          | CS+CdL          | 2+2             | 0               |                    | -                  | -                  |             | -           | -           | 26     | 0      |
| 2021-2022       | Dundee Utd      | SP              | 20+3       | 1+0        | CS+CdL          | 2+5             | 0+1             |                    | -                  | -                  |             | -           | -           | 30     | 2      |
| 2022-2023       | Dundee Utd      | SP              | 1          | 0          | CS+CdL          | 0               | 0               | UECL               | 1                  | 0                  |             | -           | -           | 2      | 0      |
| Totale carriera | Totale carriera | Totale carriera | 49         | 1          |                 | 11              | 1               |                    | 1                  | 0                  |             | -           | -           | 61     | 2      |